# Longe do Paraíso
Far from Heaven (pt/br:Longe do Paraíso) é um filme franco-estadunidense de 2002, um drama dirigido por Todd Haynes.

## Sinopse
Frank e Cathy formam o casal modelo de uma pequena comunidade de Connecticut, Estados Unidos, no final de década de 1950. Ele é um executivo influente de uma das mais importantes empresas da região, a Magnatech. Ela desempenha à perfeição o papel de esposa dedicada e atenciosa, que se ocupa em tempo integral do lar e do bem-estar da família.
Frank, entretanto, sente-se constantemente atraído por outros homens, e mantém relações esporádicas e passageiras fora de casa. Uma noite, quando o marido mais uma vez se atrasa para o jantar por motivos de trabalho, Cathy decide supreendê-lo no escritório com a refeição. Ao chegar, todavia, encontra-o nos braços de um amante. Ele confessa que já vivenciara sentimentos desta natureza no passado, mas acreditava ser capaz de superá-los através da vida familiar. Para este fim, o casal decide procurar o auxílio de um psiquiatra.
Entrementes, Cathy tornara-se alvo de comentários por aproximar-se de seu jardineiro, Raymond Deagan, que é negro. Uma tarde, ela aceita seu convite para um passeio, e é vista pela alcoviteira da cidade, Mona Lauder, ao entrar em um restaurante frequentado apenas por negros. A partir de então, começa a ser hostilizada abertamente pelos membros da sociedade local. Pressionada pelo marido, que também ouvira insinuações maldosas, ela vê-se forçada a demitir Raymond.
Spoilers:
No período do Natal, Frank recebe uma licença do trabalho e decide tirar férias com a esposa em Miami. Durante a viagem, conhece um jovem e os dois se apaixonam. Após retornar a Connecticut, chega à conclusão de que sua "conversão" à heterossexualidade é impossível, e pede o divórcio.
Com pouco dinheiro e sem emprego, Cathy descobre que a filha de Rayomnd fora apedrejada por um grupo de crianças brancas, aparentemente porque seu pai tinha uma "namorada branca". Ela procura seu antigo jardineiro, que está de partida para Baltimore, e se oferece para acompanhá-lo na viagem. Ele, entretanto, recusa, por temer que o preconceito contra uma possível ligação entre os dois tenha consequências funestas para sua filha.

## Elenco
- Julianne Moore.... Cathy Whitaker
- Dennis Quaid.... Frank Whitaker
- Dennis Haysbert....Raymond Deagan
- Patricia Clarkson.... Eleanor Fine
- Viola Davis.... Sybil
- James Rebhorn.... Dr. Bowman
- Bette Henritze.... sra. Leacock
- Michael Gaston.... Stan Fine
- Ryan Ward.... David Whitaker
- Lindsay Andretta.... Janice Whitaker
- Jordan Puryear.... Sarah Deagan
- Kyle Timothy Smith.... Billy Hutchinson
- Celia Weston.... Mona Lauder

## Produção
O quarto longa metragem de ficção do estadunidense Todd Haynes confirma a opinião de que o cineasta tem uma das carreiras mais ecléticas do cinema contemporâneo. Após Velvet Goldmine, musical sobre o glam rock que ganhara o prêmio de melhor contribuição artística no Festival de Cannes, o diretor decidiu levar às telas um melodrama situado nos anos 50 em uma pequena cidade de Connecticut. O filme rendeu a Julianne Moore a sua quarta indicação ao Oscar, além de resenhas positivas da crítica para Dennis Quaid e Dennis Haysbert. Integram também o elenco em papéis secundários Patricia Clarkson e Celia Weston.
Como em todos os seus filmes anteriores, Haynes escreveu de próprio punho o roteiro de Longe do paraíso. A produção esteve a cargo de Christine Vachon, que acompanha o diretor desde o início de sua carreira, em parceria com Jody Patton. Entre os produtores executivos, destacam-se o cineasta Steven Soderbergh e o ator George Clooney.
Longe do paraíso reuniu uma equipe técnica de grande experiência. A trilha sonora deu a Elmer Bernstein, em atividade desde os anos 50, a sua 11a (e última) indicação ao Oscar - o compositor faleceria em 2004. O diretor de fotografia Edward Lachman também contava com um currículo de mais de vinte anos, que inclui filmes como Tokyo-Ga e True Stories. A figurinista Sandy Powell já trabalhara com Haynes em Velvet Goldmine e o editor James Lyons em todos os longa metragens do diretor.
Apesar da ação se passar em Connecticut, as principais locações de Longe do paraíso encontram-se no estado americano de Nova Jersey, em pequenas cidades tais como Bloomfield, Livingston e Bayonne. Também foram rodadas sequências na cidade de Yonkers, no estado de Nova York.
Longe do paraíso mantém relações tão estreitas com a filmografia de Douglas Sirk que alguns críticos chegaram a descrevê-lo como uma paráfrase. Sua principal fonte de inspiração é o melodrama All That Heaven Allows, onde Jane Wyman, uma viúva, sofre o ostracismo de uma pequena comunidade americana ao envolver-se com seu jardineiro, interpretado por Rock Hudson. Todd Haynes retira deste filme a linha narrativa principal de seu trabalho, assim como diversas situações específicas.
Cathy envolve-se, ainda que apenas espiritualmente, com se jardineiro; como no filme de Sirk, ela é ridicularizada em um evento social por esta ligação, e torna-se alvo de hostilidade franca e aberta ao ser denunciada pela alcoviteira da cidade - que, em ambos os casos, chama-se Mona. Haynes potencializa, entretanto, a principal questão de Longe do paraíso - a posição submissa da mulher na sociedade americana da primeira metade do século XX - ao introduzir dois elementos estranhos ao trabalho original de Sirk.
O primeiro é o preconceito racial, tema de Imitation of Life, outro filme do diretor alemão que é na verdade uma refilmagem do clássico homônimo de John M. Stahl (1934). Em All That Heaven Allows, Jane Wyman é criticada por seus pares pela diferença de idade e posição social de seu amante, o jardineiro interpretado por Rock Hudson. No filme de Haynes, Cathy sofre o mesmo processo apenas pela suspeita de que possa estar mantendo relações afetivas com um negro.
O segundo é a homossexualidade de Frank. Apesar de ter um comportamento extremamente condenável do ponto de vista social, a personagem de Dennis Quaid parece capaz de esquivar-se às consequências negativas de sua opção sexual, mesmo após ter estabelecido em caráter definitivo uma relação duradoura com outro homem. Cathy, ao contrário, é condenada com base na mera suposição de que poderia estar afetivamente interssada em um homem negro, e não tem a possibilidade de concretizar esta relação nem mesmo sob a condição de mudar-se para outra cidade. A discrepância entre os destinos de ambas as personagens - com a remoção do final feliz que coroava, como de hábito, o trabalho de Douglas Sirk, reforça ainda mais as diferenças entre os papéis de homens e mulheres na sociedade estadunidense dos anos 50.
Haynes não tomou de empréstimo apenas elementos dramatúrgicos da obra de Sirk. Na verdade, a afinidade entre Longe do Paraíso e os trabalhos do diretor alemão manifestam-se de modo ainda mais claro nos aspectos propriamente técnicos da produção. Ela se revela, por exemplo, na delicada fotografia de Edward Lachman, que reproduz os tons pastel característicos de All That Heaven Allows. Segundo a crítica especializada, este é um dos principais recursos de que Sirk se serve como metáfora para a hipocrisia da sociedade americana, que esconde as suas contradições internas sob o véu de conto de fadas da perfeição da vida familiar.

## Cenas notáveis
Apesar de ter como principal influência a obra de Douglas Sirk, Longe do paraíso contém igualmente algumas referências notáveis a clássicos do cinema estadunidense que tratam de temas afins. Uma delas tem lugar na seqüência, praticamente sem diálogos em que Frank segue dois jovens até um bar voltado para o público homossexual. O uso de um enquadramento angulado e pouco convencional, que destoa de toda a prática empregada no restante do filme, reforça o conflito de identidade sexual vivido pela personagem de Dennis Quaid. A mesma técnica será empregada, mais tarde, quando Cathy descobre involuntariamente a verdade sobre seu marido.
As cenas dentro da bar são uma citação direta de Advise & Consent, de Otto Preminger (1962), uma das primeiras grandes produções estadunidenses a registrar imagens de estabelecimentos desta natureza e a abordar diretamente os impactos sociais da homossexualidade.

## Principais prêmios e indicações
Longe do paraíso foi indicado para quatro Oscar:
- Óscar para melhor atriz — Julianne Moore
- Óscar para melhor trilha sonora — Elmer Bernstein
- Óscar para melhor roteiro original — Todd Haynes
- Óscar para melhor fotografia — Edward Lachman

e perdeu em todas as categorias.
Os três primeiros foram também indicados ao Globo de Ouro, juntamente com Dennis Quaid, como ator coadjuvante. Nenhum destes prêmios foi, entretanto, concedido.
Longe do paraíso participou do Festival de Veneza em 2002. Julianne Moore recebeu o prêmio de melhor atriz, e Edward Lachman um prêmio especial pela fotografia do filme de Haynes.
O filme foi premiado no Independent Spirit Awards, nas categorias de melhor fotografia, melhor diretor, melhor filme, melhor atriz principal (Julianne Moore) e melhor ator coadjuvante (Dennis Quaid).